# Oscar Kambona
Oscar Kambona (né le 13 août 1928 à Mbinga dans le sud du Tanganyika et mort en 3 juin 1997, à Londres) est le premier ministre des affaires étrangères du Tanganyika.
Au début de sa carrière politique, il milite avec l'Union nationale africaine du Tanganyika duquel il est le premier secrétaire, au côté de Julius Nyerere. Après une série de désaccords avec celui-ci, il devient son principal ennemi politique. Il est alors accusé de vouloir le renverser alors qu'il vit à Londres, où il est exilé depuis juillet 1967.
Il retourne en Tanzanie 25 après seulement, où il dirige un parti d'opposition.